# Мухаммад Аділ-шах
Мухаммад Аділ-шах (1601—1657) — 7-й біджапурський султан у 1627—1657 роках, з 1648 — носив титул шаха.

## Життєпис

### Зовнішня політика
Походив з династії Аділ-шахів. після смерті батька у 1627 році став номінальним правителем. Деякий час керували регенти: спочатку Даулат-ан, потім — Мустафа-хан. У 1635 році Мухаммад Аділ-шах зазнав атаки з боку могольського війська, тому у 1636 році вимушений був укласти мирний договір з падишахом Шах Джаханом, за яким визнав зверхність Великих Моголів. Проте залежність Біджапура була формальною. Разом з тим султан відсунув загрозу своїй державі з півночі. Водночас отримав область Конкан, Пуну, Дхабал.
Разом з тим, починаючи з 1637 року, війська Біджапура розпочали наступ на держави наяків, які утворилися після розпаду Віджаянагарської імперії. Було захоплено значну частину Малабарського та Коромандельського узбережжя, Майсур, Бангалор. Правителі Мадурая та танджура визнали себе васалами. Ці успіхи забезпечувалися гарними стосунками із Шах Джаханом, який у 1648 році надав Мухаммад Аділ-шаху титул шаха.

### Внутрішня політика
Приділяв велику увагу розвитку економіки, підтриманню релігійного миру. Багато робилося для розширення торгівлі. В результаті щорічний бюджет султана становив близько 70 млн рупій.
Разом з тим політика до зміцнення центральної влади, централізації управління наштовхнулася на спротив маратхських князів, яких очолили Шахаджі, а згодом у 1647 році Шиваджі. Проте ці виступи ще не вилилися у велике повстання.
Останні роки життя приділяв збереженню своїх земель, не намагаючись розширювати володіння. Помер у 1657 році. Похований у мавзолеї Гол Гумбаз.